# Guido Cappellini
Guido Cappellini (Mariano Comense, 7 settembre 1959) è un pilota motonautico italiano che ha vinto 10 titoli mondiali di Formula 1 motonautica.
Detiene il record mondiale di velocità sull'acqua della F1, con 256,26 km/h, stabilito nel 2005. Collare d'Oro del CONI al merito sportivo nel 1999 (dopo la conquista di quattro titoli mondiali consecutivi), nel 2017 è stato inserito nella Hall of Fame della Motonautica Mondiale. Dal 2015 è Team Manager dell'Abu Dhabi Team, con cui ha già conquistato 6 corone iridate, tra mondiali F1 e F2 per piloti e team.

## Carriera

### Pilota
Guido Cappellini ha vinto 10 titoli mondiali di F1 con 62 vittorie nei Gran Premi, 104 podi e 70 pole position (nel mondo dei motori solo Lewis Hamilton pare aver ottenuto più affermazioni).
Nato a Mariano Comense il 7 settembre 1959, appassionato di motori fin da bambino, ha corso per 7 anni con i kart, vincendo due titoli di Campione Italiano e uno di Campione Europeo facendosi notare nel mondo automobilistico. Alla fine degli anni ’70, viene infatti chiamato a metà stagione dal team Pastorino di Formula 3 e, con solo una sessione di prove a Misano, ottiene la pole position alla sua prima gara, a Varano de' Melegari, in una giornata piovosa. Ha modo quindi di rivelare le sue attitudini legate all'elemento "acqua", che del resto si erano manifestate molto presto, fin da piccolo, essendo stato mandato sul lago di Como a 14 anni dal padre, stanco dei suoi scarsi risultati scolastici, ad imparare un mestiere durante l’estate, nel cantiere di Angelo Molinari, padre di Renato, divenuto poi il personaggio sportivo al quale Guido Cappellini si è sempre ispirato.
Nel cantiere sul lago conosce le barche e ha anche modo di guidarle, cominciando quindi a perfezionare le sue doti di pilota motonautico.
Velocemente si afferma nella motonautica internazionale. Esordisce in F4 con una barca di Molinari e vince la Centomiglia del Lario; in F3, nonostante vari incidenti, vince la 6 Ore di Parigi.
Vince il Campionato Italiano di F3000, categoria simile alla Formula GP, arrivando così alla massima categoria ma con scarsi risultati per eccesso di foga e sicurezza. Cappellini si guadagna l’appellativo di “Crashellini”, dato il grande numero di incidenti nei quali è coinvolto. Si verificano frequenti rotture del motore, ma soprattutto è vittima di preoccupanti looping e paurosi schianti (come quello sui docks di Bristol nel 1988, con la barca letteralmente polverizzata).
Guido Cappellini si è creata una squadra molto affiatata che lo segue da sempre proseguendo il cammino oltre il Mondiale Inshore. Membri fedeli sono il cugino Denis Cappellini e i suoi amici d'infanzia Attilio Donzelli e Giacomino Curti, esperti rispettivamente di telemetria e meccanica.
Donzelli, in particolare, gestisce il backstage del team, oltre ad essere il suo radioman da sempre. È grazie anche ad un'organizzazione così capillare che Cappellini ha potuto primeggiare in 62 Gran Premi del campionato del mondo di Formula 1 motonautica risultando il pilota più vincente di sempre (il secondo è Scott Gillman con 23 vittorie).

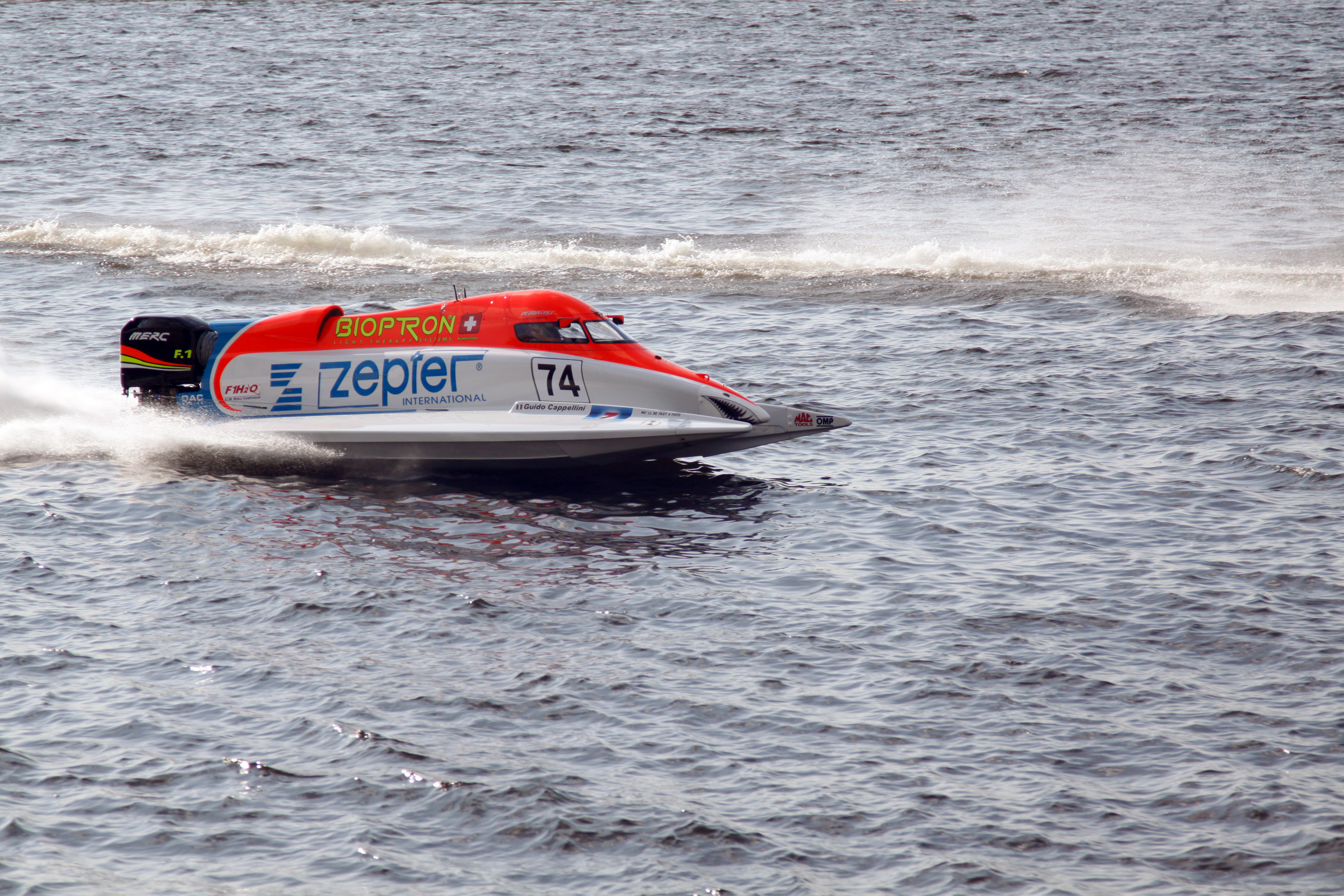
Cappellini a San Pietroburgo nel 2009

Nel marzo 2017, Guido Cappellini è entrato nella “Hall of Fame” della Motonautica, nel Principato di Monaco, unico pilota italiano ad avere ottenuto questo riconoscimento; ha ricevuto anche il “Collare d’Oro” al merito sportivo, conferitogli dal CONI nel 1999, dopo la vittoria del suo quinto titolo mondiale.
Nel 2005 ha stabilito sul lago d'Iseo il record mondiale di velocità sull’acqua a 256,26 km/h, regolarmente omologato dalla FIM.
Dopo il ritiro dalla F1 nel 2010 Cappellini si è dedicato all’offshore, correndo in Classe 1 con il Team 74 GSG Design Ceramic e poi con il Team Polyform, in coppia con Giampaolo Montavoci, arrivando quarti nel Mondiale alla prima partecipazione (con 5 podi) e quinti alla seconda.
Guido Cappellini ha vinto il raid Pavia-Venezia negli anni 2023, 2024 e 2025 a bordo del suo F1 DAC-Mercury della Abu Dhabi Marine Sports stabilendo nell'ultima edizione (svoltasi il 2 giugno 2025) il record assoluto della competizione con il tempo di 1h 41m 54s, alla media di 207,26 km/h. Nell'edizione del 2025 vince anche la Coppa Montelera (prova speciale che si svolge all'interno della gara, che vede vincitore il corridore che ottiene il miglior tempo nel tratto Revere-Pontelagoscuro) e anche la coppa intitolata alla memoria di Paolo Masiero, istituita nel 2021 ed attribuita al vincitore del primo posto assoluto del Raid, che la tiene per un anno, fino alla successiva edizione.

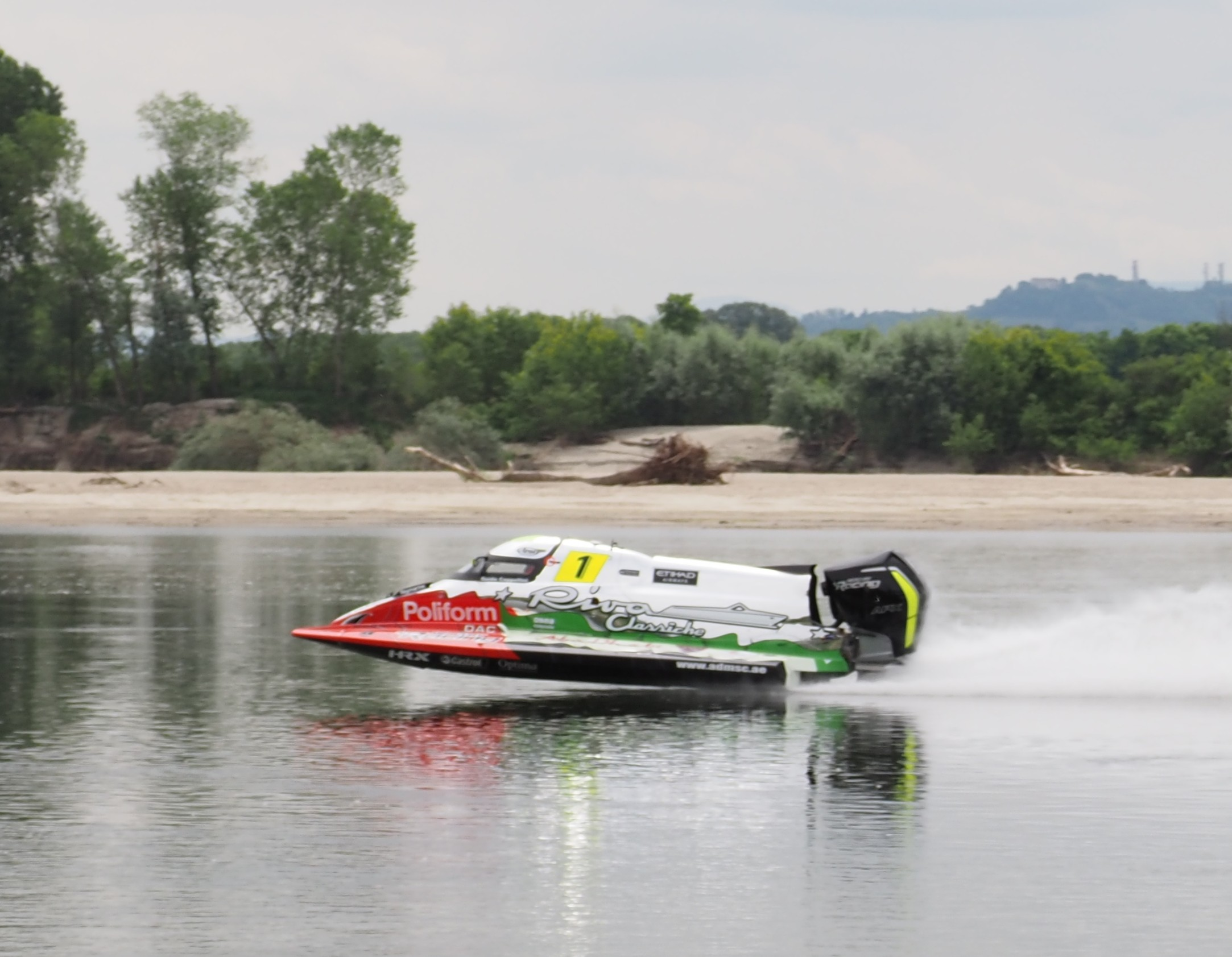
Guido Cappellini vincitore dell'edizione 2025 del raid Pavia-Venezia al Ponte della Becca (Pavia)

### Team Manager
La carriera da Team Manager di Guido è già avviata, quando nel 2015 riceve l’invito dello Sceicco di Abu Dhabi H.H. Dr. Sheikh Sultan Bin Khalifa Bin Zayed Al Nahyan per diventare il manager delle squadre inshore dell’Abu Dhabi Team che partecipa ai campionati mondiali F1 e F2, succedendo a Scott Gillman.
Quell'anno si trasferisce con la famiglia negli Emirati e riorganizza il Team Abu Dhabi, occupandosi dell’Inshore F1 (nel frattempo soprannominata World Championship F1H2O) e F2. Porta con sé i fedelissimi del suo team: Attilio Donzelli, Giacomino Curti e il cugino Denis, modificando la gestione della squadra in modo da favorire la crescita delle giovani leve, tra cui i nuovi drivers degli Emirati.
L'Abu Dhabi Team vince tre mondiali F1 per team (2015, 2016 e 2018) un titolo piloti F2 nel 2017 con Rashed Al Qemzi, due titoli mondiali piloti di F1, nel 2017 con Alex Carella e nel 2018 con Shaun Torrente e un titolo mondiale UIM Endurance Circuit con i piloti Shaun Torrente, Rashed Al Qemzi, Rashed Al Tayer e Tullio Abbate Junior (2019), per un totale di 7 titoli iridati in 4 anni e mezzo.
Nel mondiale 2018, il Team Abu Dhabi porta tre piloti ai primi tre posti del mondiale: il citato campione del mondo Shaun Torrente (USA), e ai posti d’onore Erik Stark (SWE) e Thani Al Qemzi (UAE), risultato che non potrà più ripetersi perché il nuovo regolamento prevede per il campionato 2019 la possibilità di schierare due soli piloti per team.
Cappellini è stato anche team manager del team russo New Star, con il quale ha vinto nel 2015 la 24 Ore di Rouen, successo ottenuto l’anno successivo e nel 2019 con il Team Abu Dhabi, piloti Shaun Torrente, R. Al Qemzi e R. Al Tayer.

### Innovazioni
Guido Cappellini è stato inserito nella Hall of Fame ma è anche ritenuto l'"innovatore" dell’inshore perché questo sport grazie alle sue idee particolari è stato reso più sicuro.
La motonautica era, fino a fine anni ’80, un mondo famoso per i molti incidenti mortali che si verificavano in gara. Quando la barca andava in looping, oppure si scontrava con un altro scafo, non c’erano molte possibilità di salvezza per i piloti. È stato proprio Guido Cappellini ad elaborare con i suoi collaboratori tutta una serie di innovazioni salva-vita, diventate obbligatorie nell’Inshore mondiale.
È con lui che avviene il passaggio dagli scafi in legno a quelli in composito. In un periodo in cui la F1 automobilistica era già passata dall’alluminio al composito, il mondo nautico, soprattutto quello italiano, era in forte ritardo. Cappellini è convinto che il legno non sia più il miglior materiale per costruire una barca da gara e va in Inghilterra per studiare le nuove tecnologie con le quali sono costruiti i moderni scafi della Burgess. Scopre così i nuovi materiali in composito, kevlar e fibra di carbonio. Si incammina quindi a costruire lui stesso i propri scafi. Nasce la Dac Racing e con essa una significativa storia del mondo nautico. Cappellini e gli scafi Dac vinceranno molto, ma sono anche noti per aver introdotto particolari novità in materia di sicurezza.
Cappellini introduce le “corna” deformabili, dispositivi che negli incidenti tra scafi si deformano in modo da assorbire l’urto lasciando intatto l’abitacolo dell'imbarcazione: proprio in questo consiste la “metamorfosi” del passaggio delle barche dal legno ai materiali più "tecnologici" che oggi compongono tutti gli scafi.
Negli anni arrivano diverse altre modifiche innovative, anche studiate nella galleria del vento, per una migliore aerodinamicità e un assetto ottimale. La Dac Racing introduce anche l’airbag, in breve tempo reso obbligatorio per tutti. Ma senz'altro l’innovazione più importante è la capsula di sicurezza dotata di cupolino (prima i piloti correvano con il casco fuori dallo scafo) e di pannelli di 15 cm ad assorbimento d’urto sui fianchi. La capsula include la postazione del pilota ma anche tutta l'"anima" dello scafo, fino al motore.
Lo stesso Cappellini, nel “crash” di Bristol fu salvato da una delle prime capsule di sicurezza ideate dagli inglesi, evento che diede l'avvio all'indispensabile processo di perfezionamento di queste componenti.
Questa cura dei particolari ha fatto sì che gli scafi della Dac Racing siano considerati positivamente nell'inshore, sia per le linee che per le prestazioni nelle competizioni di motonautica.

## Risultati

### Campionato del Mondo Formula 1 Motonautica
| Anno | Team                     | Scafo | Motore       | 1       | 2        | 3       | 4       | 5        | 6        | 7       | 8       | 9       | 10       | 11     | 12     | 13     | 14       | 15     | 16     | Pos. | Punti |
| ---- | ------------------------ | ----- | ------------ | ------- | -------- | ------- | ------- | -------- | -------- | ------- | ------- | ------- | -------- | ------ | ------ | ------ | -------- | ------ | ------ | ---- | ----- |
| 1993 | Laserline                | DAC   | Mercury 2l   | THA 1   | ABU 1    | ITA 2   | FRA 2   | GBR 3    | ITA 2    | HUN 1   | THA 2   | ABU Rit |          |        |        |        |          |        |        | 1º   | 133   |
| 1994 | Laserline                | DAC   | Mercury 2l   | HUN Rit | ITA 2    | FRA 2   | GBR 3   | ITA 1    | MAL 3    | THA 2   | ABU 9   |         |          |        |        |        |          |        |        | 1º   | 108   |
| 1995 | Laserline-Castrol        | DAC   | Mercury 2l   | ITA Rit | HUN 2    | GER 2   | FRA 1   | RUS 1    | ITA 2    | CHN 1   | ABU 9   |         |          |        |        |        |          |        |        | 1º   | 107   |
| 1996 | Laserline-Castrol        | DAC   | Mercury 2l   | ITA 1   | HUN 1    | RUS 1   | FRA 1   | GRE 1    | CHN 1    | ITA 13  | ITA 1   | ABU 1   |          |        |        |        |          |        |        | 1º   | 160   |
| 1997 | DAC Racing               | DAC   | Mercury 2l   | HUN 2   | RUS SQ   | FRA 2   | GRE Rit | ITA 2    | RUS 1    | ITA 1   | CHN 3   | ABU 13  |          |        |        |        |          |        |        | 3º   | 97    |
| 1998 | Laserline Racing         | DAC   | Mercury 2l   | ITA 1   | RUS Rit  | FRA 1   | FIN Rit | GRE 1    | ITA Rit  | HUN 4   | RUS 3   | ABU Rit |          |        |        |        |          |        |        | 2º   | 81    |
| 1999 | Laserline Racing         | DAC   | Mercury 2l   | POR 1   | ITA 1    | RUS C   | FRA 1   | HUN 1    | RUS 2    | TUR 2   | AUT 1   | ABU 1   |          |        |        |        |          |        |        | 1º   | 130   |
| 2000 | Laserline Castrol Racing | DAC   | Mercury 2.5l | POR 1   | BEL 1    | HUN 1   | LAT Rit | FRA 1    | ITA Rit  | POL NP  | BUL NP  | TUR 1   | ITA 1    | AUT    | SHA    | ABU 2  |          |        |        | 3º   | 135   |
| 2001 | Assicom Team             | DAC   | Mercury 2.5l | MAL Rit | POR 1    | HUN 1   | LAT 1   | ITA 1    | ITA Rit  | GER 3   | AUT SQ  | SHA 1   | ABU 5    |        |        |        |          |        |        | 1º   | 119   |
| 2002 | Zepter Team              | DAC   | Mercury 2.5l | POR 1   | ITA 1    | FIN Rit | HUN 1   | ITA 1    | GER 1    | MAL 2   | IRE 2   | SHA SQ  | ABU Rit  |        |        |        |          |        |        | 1º   | 130   |
| 2003 | Zepter Team              | DAC   | Mercury 2.5l | POR 1   | FIN 2    | ITA 1   | GER Rit | MAL 2    | SIN 2    | SHA Rit | ABU 3   |         |          |        |        |        |          |        |        | 1º   | 97    |
| 2004 | Tamoil F1 Team           | DAC   | Mercury 2.5l | IND 2   | KSA 4    | POR 4   | ITA Rit | ITA 1    | CHN 2    | SIN Rit | MAL Rit | KOR 2   | SHA Rit  |        |        |        |          |        |        | 4º   | 68    |
| 2005 | Tamoil F1 Team           | DAC   | Mercury 2.5l | POR 1   | ITA 1    | SIN Rit | QAT 1   | ABU 3    | SHA 1    |         |         |         |          |        |        |        |          |        |        | 1º   | 92    |
| 2006 | Tamoil F1 Team           | DAC   | Mercury 2.5l | QAT Rit | POR 1    | ITA 1   | CHN 6   | ABU 1    | SHA Rit  |         |         |         |          |        |        |        |          |        |        | 2º   | 65    |
| 2007 | Tamoil F1 Team           | DAC   | Mercury 2.5l | POR 2   | FRA Rit  | CHN 2   | CHN 1   | QAT 2    | QAT 1    | ABU 2   | SHA Rit |         |          |        |        |        |          |        |        | 2º   | 100   |
| 2008 | Tamoil F1 Team           | DAC   | Mercury 2.5l | QAT 5   | POR Rit  | FIN 1   | RUS Rit | CHN Rit  | CHN      | ABU Rit | SHA Rit |         |          |        |        |        |          |        |        | 10º  | 27    |
| 2009 | Zepter Team              | DAC   | Mercury 2.5l | POR1 10 | POR2 Rit | FIN1 1  | FIN2 4  | RUS1 Rit | RUS2 Rit | CHN1 7  | CHN2 2  | CHN1 1  | CHN2 Rit | QAT1 1 | QAT2 1 | ABU1 1 | ABU2 Rit | SHA1 3 | SHA2 3 | 1º   | 153   |

## Onorificenze
- Inserito nella Hall of Fame della Motonautica Mondiale. Montecarlo, 2017.